# Boulevard de l'Égalité
Le boulevard de l'Égalité est une voie de la ville de Nantes, dans la région Pays de la Loire en France, constituant une partie des « boulevards de ceinture », 

## Situation et accès
Long de 600 mètres et situé dans le quartier Dervallières - Zola dans la partie au nord des boulevards René-Coty et Léon-Jouhaux, sa partie sud dépendant du quartier Bellevue - Chantenay - Sainte-Anne, le boulevard part de la rue de la Marseillaise, dans le prolongement du boulevard de la Liberté, au sud, pour déboucher place Émile-Zola, dans le prolongement du boulevard de la Fraternité, au nord.

## Origine du nom
Ce nom rappelle la devise de la République française : « Liberté, Égalité, Fraternité ».

## Historique
Le boulevard est construit entre 1875 et 1891, afin de relier la commune de Doulon à celle de Chantenay. Sur les plans antérieurs à 1900, l'ensemble de ces artères est désigné sous le nom de « boulevard de ceinture ». La décision de construire ce boulevard est prise par les édiles nantais en 1873, au grand dam de leurs homologues chantenaysiens qui y voient là une atteinte à l'indépendance de leur commune. Finalement, Chantenay accepte, deux ans plus tard, l'aménagement du boulevard sur le territoire communal, à la condition que les travaux soient entièrement à la charge de la ville de Nantes.
L'artère prend son nom actuel à la suite d'une délibération du conseil municipal de la commune de Chantenay-sur-Loire, sur le territoire de laquelle elle se situe, en date du 5 mai 1901. Durant les années précédentes, elle porte successivement les noms de « boulevard de Chantenay », « boulevard de la Fournillère », « boulevard de la Chénaie », « boulevard de la Contrie » (dont elle constituait la partie sud).
À l'orée 2014-2020, il est prévu la mise en service du Chronobus C10 qui devrait remplacer la ligne de bus 70 qui la parcourt actuellement.